# Manuela Marle
Maria Manuela Simões Costa Vaz, mais conhecida por Manuela Marle (Lisboa, 2 de janeiro de 1956), é uma actriz portuguesa. Fez parte do elenco da primeira telenovela portuguesa, Vila Faia.

## Biografia
Começou a carreira artística desde muito cedo, tendo feito provas, com apenas dez anos, na Ópera de Paris, tendo sido aplaudida pelo famoso dançarino russo Rudolf Nureyev. Foi bailarina até cerca dos dezoito anos de idade, mas foi forçada a abandonar a carreira devido a circunstâncias pessoais.
Iniciou a sua carreira como actriz com o apoio do apresentador de televisão brasileiro Jô Soares, que a encarregou de entregar uma carta a Nicolau Breyner. Dirigiu-se então aos estúdios da produtora televisiva Edipim, onde o actor trabalhava, e onde Manuela Marle acabou por participar numa audição para a telenovela Vila Faia. Apesar de ter 26 anos, foi escolhida para desempenhar o papel de Cristina, que supostamente teria 16 anos. Manuel Marle participou depois nas séries televisivas O Anel Mágico (1986), onde foi uma das principais actrizes, Palavras Cruzadas (1987), tendo nesta última interpretado o papel de Isabel Salgado. No ano seguinte continuou a sua carreira televisiva nas séries Sétimo Direito e Os Homens da Segurança, esta última no papel de Luísa. Em 1989 esteve na série Ricardina e Marta, que foi a primeira telenovela portuguesa de época, e baseada em obras de Camilo Castelo Branco. Manuela Marle teve um interesse especial nesta série devido às ligações culturais entre o escritor e a sua família, uma vez que tinha cedido um importante conjunto de espólio de Camilo Castelo Branco à autarquia de Sintra. Em 1992 participou no programa Catavento, tendo depois passado para outras cadeias de televisão.

## Televisão
TELENOVELAS e SÉRIES
- Vila Faia RTP 1982 Cristina Andrade
- O Anel Mágico RTP 1986 Marta[1]
- Palavras Cruzadas RTP 1987 Isabel Salgado[1]
- Sétimo Direito RTP 1988 Gabriela[1]
- Os Homens da Segurança RTP 1988 Luísa[1]
- Ricardina e Marta RTP 1989 Eugénia/Matilde[1]
- Catavento RTP 1992[1]
- Crónica do Tempo RTP 1992
- Telhados de Vidro TVI 1993 Evelyn Santiago
- Trapos e Companhia TVI 1994
- Médico de Família SIC 1998/2000 Laura
- Jardins Proibidos TVI 2000 Zezinha
- Querido Professor SIC 2001
- Tempo de Viver TVI 2006 Carmo
- Vizinhos Para Sempre TVI 2025 Dona Carmo

PROGRAMAS
- Amigos Improváveis Famosos SIC 2020
- Passadeira Vermelha - SIC e SIC Caras 2020